# 松沢成文
松沢 成文（まつざわ しげふみ、1958年〈昭和33年〉4月2日 ‐ ）は、日本の政治家、日本維新の会所属の参議院議員（3期）。政治団体「神奈川力」代表。
参議院消費者問題に関する特別委員長、参議院懲罰委員長、神奈川県知事（民選第15・16代）、衆議院議員（3期）、次世代の党幹事長、希望の党代表、神奈川県議会議員（2期）を歴任した。神奈川大学非常勤講師。元よしもとクリエイティブ・エージェンシー所属（2011年6月～2017年9月）。

## 来歴

### 生い立ち
神奈川県川崎市多摩区生田生まれ。川崎市立生田小学校、慶應義塾中等部、慶應義塾高等学校、慶應義塾大学法学部政治学科卒業。中学校から大学まで慶應義塾に通学した。中学時代からラグビーを続け、高校3年時には「オール神奈川選抜チーム」に選ばれた。家族が田川誠一の支持者で、小さい頃から政治に関心はあったものの、親戚に政治家はいなかった。
大学在学中、アメリカに短期留学しグリーンリバー短期大学に在籍した。また、講談社の雑誌HOT DOG PRESSの海外取材員として、ヨーロッパ、アメリカ、オセアニア諸国を訪問、執筆活動を展開。
大学卒業後の1982年4月、松下政経塾に入塾（第3期生）。同期生には鈴木淳司、笹木竜三、前田正子らがいる。松下政経塾在籍中の1984年、アメリカ合衆国ワシントンD.C.にて、ベバリー・バイロン連邦下院議員の政策スタッフとして活動、翌1985年には、メリーランド州にてスティーブ・サックス州司法長官のスタッフを務めながらアメリカ民主政治を実践研究する。その経験に基づいて『この目で見たアメリカ連邦議員選挙』（中公新書）を出版。1987年に卒塾。

### 地方議員に
同年4月、神奈川県議会議員選挙に川崎市麻生区選挙区から無所属（進歩党推薦）で立候補し、初当選。当時は29歳の誕生日を迎えたばかりで、神奈川県政史上最年少の県議であった。1991年に再選。

### 国政へ
1993年7月、任期途中で県議を辞職。第40回衆議院議員総選挙に結党したばかりの新生党公認で旧神奈川2区から立候補し、当選。翌1994年末の新進党結党に参加した。
1996年、小選挙区比例代表並立制導入後初めて実施された第41回衆議院議員総選挙では神奈川9区から立候補し、再選。
1997年末の新進党解党に伴い、国民の声に参加。民政党を経て、民主党に合流した。
1999年、民主党代表選挙に立候補。代表選は菅直人代表の圧勝に終わったが、51票を獲得した。
2000年、第42回衆議院議員総選挙で3選。

### 県知事として
2003年2月に民主党を離党し、4月執行の神奈川県知事選挙（第15回統一地方選挙）に無所属で立候補する意向を表明した。知事選立候補に伴い、告示日の同年3月27日付で公職選挙法の規定により衆議院議員を退職（自動失職）となった。選挙戦では、盟友関係の中田宏横浜市長や保守派の石原慎太郎東京都知事から支援を受け、社会民主党参議院議員の田嶋陽子らを破り、当選した。
2007年の知事選（第16回統一地方選挙）で、自由民主党神奈川県連推薦の杉野正（埼玉高速鉄道社長）や日本共産党推薦の鴨居洋子を破り、次点の杉野に大差で再選された。多選禁止条例や受動喫煙防止条例の制定を推進し、2期8年間で自ら掲げたマニフェストの約8割を達成したと自ら評価する。2009年10月30日、鳩山由紀夫内閣下で総務省顧問に就任。
2010年12月、高校無償化で朝鮮学校の補助金交付に関し、朝鮮学校の教育内容を確認する必要があるとして、神奈川県が朝鮮学校への補助金支出の内示を留保していた問題で、自ら朝鮮学校を訪問して教育内容を確認し、教科書の表現の見直しを求め、学校側に文書で回答を求めた。視察の結果や朝鮮学校の回答などを総合的に判断し、朝鮮学校へ県補助金の支給を決定した。松沢は「拉致問題や砲撃事件は非道な行為で北朝鮮への怒りは収まらないが、朝鮮学校で学ぶ子どもにまったく罪はない。こういうときこそ、冷静に判断しなければならない」と述べた。
2011年の知事選（第17回統一地方選挙）に3選立候補が有力視されていたが、2011年3月1日に同じ統一選の日程に組まれた東京都知事選挙への立候補を表明する。4選不出馬が有力視されていた石原慎太郎知事の事実上の後継候補であったが、石原が3月11日に東京都議会で4選立候補を表明し、石原の立候補を支持して3月14日に立候補を撤回した。
2011年4月22日に任期満了に伴い退任し、5月に筑波大学客員教授に就任。6月16日によしもとクリエイティブ・エージェンシーに所属した。他に聖マリアンナ医科大学客員教授、神奈川工科大学顧問、明治大学兼任講師、PHP総研コンサルティングフェロー、一般社団法人首都圏政策研究所代表理事、一般社団法人スモークフリージャパン代表理事などを務める。
2012年12月に行われた東京都知事選挙に無所属で立候補し、621,278票を獲得したが、猪瀬直樹、宇都宮健児に次ぐ3位に終わり、供託金が没収された。

### 国政復帰
2013年の第23回参議院議員通常選挙に、みんなの党公認で神奈川県選挙区から立候補。740,207票を獲得し、得票数2位で当選した。選挙後、みんなの党国民運動委員長に就任。
2014年11月19日、みんなの党の解党決定に伴い、和田政宗と共に新党結成を模索するが断念。11月26日に、入党要請を受けていた次世代の党に入党し、副党首に就任。12月25日、第47回衆議院議員総選挙で落選した山田宏の後任として幹事長に就任。
2015年8月26日、次世代の党の党首選に立候補する意欲を示したが、党再建への路線対立を理由として27日に離党届を提出。28日の両院議員総会で離党が了承され、無所属となった。
2016年7月、参議院院内会派無所属クラブに参加。11月17日、地域政党自由を守る会顧問に就任し、2018年まで務めた。
2017年9月25日、東京都知事の小池百合子は会見で、自身が代表を務める「希望の党」の結党を発表。同日、東京都選挙管理委員会を通じて総務大臣に設立を届け出た。届出には松沢を含む国会議員9人が名を連ねた。11月の希望の党共同代表選挙後の党役員人事では参議院議員団代表に就任した。
2018年5月、分党により新たに結党した希望の党の代表に就任した。希望の党代表時代は日本維新の会との連携を重視し、2019年1月には参議院で日本維新の会との統一会派を結成。同年5月9日には第25回参議院議員通常選挙までに日本維新の会との合流を目指す意向を表明したが、希望の党存続を主張する党内の反発を受け、5月28日に党代表を辞任した。
6月11日に記者会見を行い、希望の党を離党し、日本維新の会に入党したことを明らかにし、同年夏の参院選には日本維新の会から立候補することを表明した。
2019年7月21日の第25回参議院議員通常選挙において、神奈川県選挙区から立候補し、575,884票を集め4位当選（定数4)。
2021年7月20日、松沢は記者会見を行い、任期満了に伴う横浜市長選挙に立候補する意向を表明した。あわせて、統合型リゾート（IR）反対署名活動を行った「カジノの是非を決める横浜市民の会」の共同代表だった小林節が松沢の支援団体の代表世話人を務めることを明らかにした。英語を「第2公用語化」して「バイリンガルシティ」を作ることを公約に掲げた。7月29日に日本維新の会に離党届を提出。8月6日付で受理された。8月8日の横浜市長選挙が告示され、出陣式には上田清司参議院議員が応援にかけつけた。立候補を届け出たことにより、同日、公職選挙法の規定により参議院議員を退職（失職）した。松沢の退職に伴う欠員補充の補欠選挙は行われず、翌2022年7月に実施予定の第26回参議院議員通常選挙において、神奈川県選挙区第5位の当選者が松沢の残余任期（3年）を務める合併選挙となることとなった。
市長選挙では、直前までIR推進の維新に所属していた事や多くの政党を渡り歩いてきた経歴から、取り込みを図った無党派層からの支持が伸び悩み、162,206票（10.76％）で5位にとどまり供託金没収は免れたものの落選した。同年12月に維新に復党した。
2022年2月9日、夏に行われる第26回参議院議員通常選挙の神奈川県選挙区から、日本維新の会の候補者として擁立されることが発表された。同年7月10日の開票の結果、22人中2位で当選。
2024年12月1日には馬場伸幸代表の後任を選ぶ日本維新の会代表選挙が実施され、吉村洋文大阪府知事、金村龍那衆議院議員、空本誠喜衆議院議員とともに立候補したが、吉村洋文大阪府知事に敗れた。同年12月14日、神奈川維新の会の代表選が実施され、金村龍那衆議院議員を破り、当選。
2025年8月7日、維新共同代表の前原誠司が第27回参議院議員通常選挙での伸び悩みを受け辞任することに伴う党共同代表選挙に立候補したが、翌8日の投開票の結果、得票は自身が投じた1票のみにとどまった。取材に対し、「不徳の致すところ」と述べた。

## 政策・主張
- 集団的自衛権の行使を禁じた政府の憲法解釈の変更に賛成し、平和安全法制にも賛成票を投じた[44][45]。
- 日本国憲法第9条の改正、緊急事態条項の追加に賛成[46]。
- 横浜市へのカジノ誘致は神奈川県知事時代は賛成の立場だったが、2021年の横浜市長選挙時には反対に転じた。

### 衆議院議員
- 郵政民営化を積極的に推進した人物の1人。1999年5月、松沢の呼びかけで超党派による「郵政民営化研究会」が発足し、会長には小泉純一郎（翌々年に首相に就任）、事務局長に松沢が就任した。発足当初の17名から31名に規模が拡大し、郵政民営化論議が本格的にスタートする以前から、民営化に向けてこの研究会が推進母体的な役割を担った。1999年11月には小泉、松沢の共著で「郵政民営化 日本再生の大改革」を出版している。

### 神奈川県知事

#### 教育
- 2005年に神奈川県は、PlayStation 2版「グランド・セフト・オートIII」を、神奈川県青少年保護育成条例に基づき、有害図書類に指定した。この際、松沢知事が運営するブログに、同作品を有害作品とする発言に異を唱えるコメントが多く寄せられた。これについて松沢知事は、定例記者会見で、「より大きな観点に立って、今の青少年の保護をし、育成するにはどうしたらいいのか、やはり悪から青少年を遠ざけるため、指定のようなゲームソフトが、青少年に何の抑制もなく販売されてしまっているという環境は、改めなければいけない。これは多くの声なき声、サイレント・マジョリティと言っていいか分からないが、皆さんのご理解はいただけるのではないか」と述べている[47]。

#### 産業振興
- 「電気自動車」普及に向けて補助金、減税、充電設備の整備、高速道路や駐車場の減免まで、全国で最高の促進策を実施。「電気バス」の開発や「電気タクシー」「電気バイク」の普及にも力を入れた[48]。
- 県が独自開発した新品種のかんきつ、湘南ゴールドの生産量拡大に力を入れるだけではなく、横浜駅西口の百貨店、横浜髙島屋で自ら店頭に立ち湘南ゴールドの実を握って「必ず神奈川のブランドになる。（宮崎県の）東国原知事のマンゴーに負けられない」と力説した[49]。
- 日本が国際競争に打ち勝つためには、地方分権型国家に「国のかたち」を改めるべきと道州制導入を主張している。地方自治基本法の提案[50]や道州制の実現に向けた要請・提案活動[51]など活発に活動。

#### 治安政策
- 2009年2月、犯罪の被害にあった人を支援するために神奈川県犯罪被害者等支援条例を制定[52]。

#### 外交安全保障政策
- 沖縄県の普天間基地移設問題を議題に2010年5月27日、都内で開かれた臨時の全国知事会議で、松沢は鳩山由紀夫首相に対し、集団的自衛権などに関する認識をただし、普天間問題を巡る政府の対応を厳しく批判した。松沢は普天間問題を巡る日米両政府間の交渉で、日本側が在日米軍基地内の環境問題に関する「環境特別協定」を求めたことについて「（米軍施設を抱える14都道県で構成する）「渉外関係主要都道県知事連絡協議会」が提案していたこの協定を、相談もなく持ち出し、米国に軽くけられた。我々は収まらない」と強く抗議した。鳩山は「この協定は非常に重要だ。ぜひ、ご指導いただきたい」と応じたが、渉外知事会会長も務める松沢は会議終了後、記者団に「我々が米国まで行って根回ししてきた案を、一番不利な交渉の場で、最悪のタイミングで出した。こんなに戦略性のない政府だと、国民は危機にさらされる」「政府の交渉は最悪で無能としか言いようがない」とコメント。松沢はこのほか、沖縄の自衛隊を増強し駐留米軍を減らすことで地元負担を軽減することや、集団的自衛権の政府解釈変更で抑止力を強化することなどを首相に提案したが、前向きな回答は得られなかった[53]。

#### 受動喫煙防止条例
- 日本初の不特定多数が集まる、室内空間での喫煙規制である神奈川県公共的施設における受動喫煙防止条例 を制定。この条例の施行は、煙草の煙が嫌な多くの非喫煙者や多くの子供を持つ親から歓迎されているが、都県境の一部のホテル・飲食店経営者は、喫煙者の客が減るとの不満が挙がり、東京都町田市との県境である、町田駅南口に広がる神奈川県相模原市で、居酒屋を運営する飲食店経営者は「居酒屋は一日の疲れを癒やす場所。たばこを吸えないのはおかしい」と不満を述べ、湯河原町の湯河原温泉では、千歳川一つ県境で隔てた静岡県熱海市の伊豆湯河原温泉には、この条例が適用されないため、ホテルや旅館など、宿泊施設から不満の声が挙がっている[54]。
- パイプたばこ愛煙家団体である「日本パイプクラブ連盟」は、公式サイトでのコラム「禁煙ファシズムにもの申す」において、「喫煙者を徹底的に敵視して、喫煙者と、喫煙を認める飲食店を問答無用で攻撃するのが狙いのトンデモナイ条例」と批判している[55]。
- 2006年12月27日～2007年1月26日にかけて、神奈川県が条例の制定について賛否を問うインターネット・アンケートを行ったところ、1月20日頃までは賛成票が反対票を大幅に上回っていたが、締め切り直前に逆転した。調査の結果、JTが社員を動員し、反対票を組織的に投じていたことが判明した[56]。神奈川県はこの結果を受け、アンケートを無作為抽出・郵送方式でやり直したところ、2007年12月12日に発表された再アンケートの結果では賛成票が88.5%を占めた[57]。
- 2011年4月、条例施行から1年を経過した時点での意識調査（ファイザー株式会社・処方箋医薬品である、禁煙薬チャンピックスの製造販売元）によれば、神奈川県民の87.3%が条例に賛成、他の都道府県民でも83.1%が同様の条例の導入に賛成と答えている[58]。

#### その他
- 2010年の時点で、選択的夫婦別姓制度導入に賛同するとしていた。反対派の県議にたいする答弁において「反対派は家族の一体感が壊れるというが、家族の一体感への影響はないという考えも国民の6割近い」と述べている[59]。なお、2003年の時点でのアンケートでは賛否を明らかにせず、「検討が必要」と回答していなかった[60]。一方、2015年2月18日には、次世代の党が同制度導入に反対である、と定例記者会見で述べている[61][62]。さらに2019年のアンケートでは、「どちらかと言えば反対」としている[63]。
- 鳩山由紀夫内閣が一時期、法案提出を検討していた永住外国人への地方参政権の付与について、慎重な見解を示した[64]。
- 2007年、知事の任期を3期12年までとする多選禁止条例を制定。同年中に公布されているが、在任期間に期限を設けるには法改正を要するため、2021年4月現在で施行はされておらず、引き続き4期以上を目指すことは可能である[65][66]。

### 参議院議員

#### 健康増進法改正
- 2014年10月29日、たばこ規制を求める国際機関からの手紙とChange.orgで集めた受動喫煙防止法の制定を求める12,672筆の署名を、東京都庁へ届けた[67]。
- 2015年3月10日、自身が幹事長を務める超党派議連「東京オリンピック・パラリンピックに向けて受動喫煙防止法を実現する議員連盟」で、神奈川県知事時代に受動喫煙防止条例を制定した時から親交があるWHO生活習慣予防局局長のダグラス・ベッチャー博士の講演会を開催した。[68]
- 2016年1月15日、「受動喫煙のない日本をめざす委員会」下光輝一委員長らとともに、タバコパッケージの健康警告表示についての要望を財務省と厚労省へ申し入れた。[69]
- 2016年10月6日の参議院予算委員会において、2020年東京五輪および2019年ラグビーW杯までに受動喫煙対策のための法整備の必要性を訴え、安倍総理大臣から積極的な答弁を引き出した。[70]
- 2017年3月14日に菅官房長官、15日に塩崎功労大臣に、超党派議連「東京オリンピック・パラリンピックに向けて受動喫煙防止法を実現する議員連盟」として、「受動喫煙防止対策を強化する健康増進法改正案に対する要請」の文書を申し入れた。[71]
- 2017年3月24日の参議院予算委員会で安倍総理に対し、受動喫煙対策強化のための健康増進法改正について投票の際には、党議拘束を外し各議員の個人の価値観によって自主投票とすべきだと提案した。[72]
- 2017年4月10日の参議院決算委員会で、加熱式タバコの税率が製品によって違うことについて「税の公平性、透明性から見て問題だ」と指摘し、その後の税率の改定に繋がった。[73]
- 2017年4月26日、「受動喫煙対策を強化して、救える命を救う！会」「日本肺がん患者連絡会」「日本禁煙学会」と面会し、超党派議連「東京オリンピック・パラリンピックに向けて受動喫煙防止法を実現する議員連盟」を代表して、1万7千筆以上の署名を受け取った。[74]
- 2017年5月8日と9日、ジャーナリストの石田雅彦 (作家)による受動喫煙防止策強化に関する松沢へのインタビュー記事が、ヤフーニュースに掲載された。[75]
- 2017年6月16日の参議院予算委員会で、政府が受動喫煙の防止対策強化を盛り込んだ健康増進法改正案の提出を見送ったことについて、安倍晋三首相に対し「首相の出番だ。塩崎氏と茂木敏充政調会長を呼んで『こういう方針で行け』とリーダーシップを取るのが首相の役目だ。トップとしてのリーダーシップの放棄ではないか」「ゆっくり時間をかけていたら2019年のラグビーワールドカップや東京五輪に間に合わない」「岩盤規制に挑戦するなら、岩盤のたばこ利権にも挑戦しなければダメだ」等と詰め寄った。また、塩崎恭久厚労相に次期国会での法案提出の意欲を確認した上で、「（塩崎を）厚労相に続けさせてくださいね」「塩崎さん以外の方が厚労相になったって、すぐ自民党と妥協しちゃって、穴だらけの法案になっちゃう」として塩崎の大臣続投を安倍に要請した[76]。
- 2017年6月20日のスポーツ報知に、受動喫煙問題についてのコメントが掲載された。[77]
- 政府が2018年3月9日に国会に提出した健康増進法改正案で、国会議事堂が敷地内禁煙の対象から除外されたことについて、「民間を対象に新たな規制をかけるなら『まず隗より始めよ』で、国会から率先して禁煙の模範を示すべきだ」と批判した[78]。
- 2018年6月26日、政府が提出した受動喫煙対策強化のための健康増進法改正案への対案として、自身が幹事長を務める超党派議連案をベースとした、より厳しく実効性の高い健康増進法改正案を、希望の党と日本維新の会の共同で参議院へ提出した。[79]

#### JT完全民営化
- 2019年3月20日、JT完全民営化について経営陣に直接質問するため、JT（日本たばこ産業株式会社）の株主総会に出席した。しかし、総会中の挙手による質問は参加者多数のため質問できず、事前送付した質問書に対して、回答が廣渡副社長から読み上げられた。
- 2019年5月17日、『日本たばこ産業株式会社の完全民営化等に関する法律案（JT完全民営化法案）』を、希望の党と日本維新の会で参議院へ共同で提出した。

#### 江戸城天守閣復元
江戸城天守閣の復元のための活動をしている。復元は東京からの日本文化発信や観光資源として役立ち、日本全体のシンボルにもなりうるとしている。
- 2014年1月22日、新著『甦れ！江戸城天守閣』の出版を記念してトークイベントを開催し、千原せいじや平成ノブシコブシの吉村崇も参加した[80]。
- 2014年11月4日、参議院予算委員会で国会議員として初めて江戸城天守閣の復元について質問し、安倍総理大臣から前向きな回答を得た。[81]
- 2015年12月14日、NPO法人「江戸城天守を再建する会」とともに馳浩文科大臣と面会し、江戸城天守閣復元に向けての協力を要請した。[82]
- 2016年12月5日、新著『始動！江戸城天守閣再建計画』出版記念講演会＆シンポジウムを開催し、松沢と親交の深く、城好きで有名なプロレスラーの藤波辰爾が参加した。[83]
- 新著『始動！江戸城天守閣再建計画』が、八重洲ブックセンター本店（2月5～11日、ノンフィクション部門）の週間ベスト10で第2位にランクインした。

#### その他
- 県知事時代にとりくんだ高校日本史の必修化を全国レベルで取り組むよう大臣にも要請し、中央教育審議会も2016度中の決定、2022年度中の実施を検討している[84]。

## 人物
- 尊敬する人物はマーガレット・サッチャー、二宮尊徳[85]。
- 愛犬ティオ（白い柴犬、メス）の散歩は毎日欠かさないほど大変可愛がっており、自身のFacebookには毎週末登場させている[86]。
- 市民マラソンに多く参加しており、江戸城の天守閣復元を夢見て皇居1周が練習コースである[86]。

## 旧統一教会との関係
2022年8月8日、日本維新の会は松沢が旧統一教会の関連団体である世界平和女性連合が神奈川県内で開催したイベントに出席し、祝電を打っていたことを公表した。また、2022年7月の参院選を巡り、旧統一教会系の『世界日報』の取材対応をしていたことも合わせて明らかにされた。

## 所属団体・議員連盟
- 自主憲法研究会（共同代表）
- 国際基準のタバコ対策を推進する議員連盟（旧称「東京オリンピック・パラリンピックに向けて受動喫煙防止法を実現する議員連盟」）（幹事長兼事務局長）[88][89]
- 日本会議国会議員懇談会[90]
- 国際観光産業振興議員連盟
- 道州制懇談会
- 外交安全保障政策研究会
- 二宮尊徳思想研究会
- スポーツ議員連盟
- 北朝鮮に拉致された日本人を早期に救出するために行動する議員連盟
- ラグビーワールドカップ2019日本大会成功議員連盟
- ボーイスカウト振興国会議員連盟

## 著書
- 『この目で見たアメリカ連邦議員選挙』中央公論社〈中公新書〉、1986年8月25日。NDLJP:11931539。
- 『最年少議員の奮闘記−地方からの政治改革−』　（ぎょうせい）1991年
- 『どこへ行く高等学校 これでいいのか公立高校』　（教育出版センター）1993年
- 『僕は代議士一年生 見た、聞いた、驚いた永田町仰天日記』　（講談社）1994年
- 『オレたちにやらせろ！ 若者よ、君らは僕たちといっしょに汗を流せるか』　共著（ごま書房）1996年
- 『永田町からの政治論　−日本の課題を理解するために−』　（PHP研究所）1996年
- 『拝啓 小沢一郎党首殿 日本の政治を変えるためにこれだけは言っておきたい』　（ごま書房）1997年
- 『熱狂のすすめ 5人の狂おしきものたちが贈る日本のスポーツの熱狂体験と社会描写。』　共著（萱原書房）1998年
- 『挑戦者』　原作・松沢成文　作画・藤堂りょう（ごま書房）1999年
- 『郵政民営化論-日本再生の大改革！』　共編：松沢しげふみ・小泉純一郎（PHP研究所）1999年
- 『21世紀・日本の繁栄譜《松下政経塾出身国会議員の会》』　共著（PHP研究所）2000年
- 『実践ザ・ローカル・マニフェスト』　（東信堂）2005年
- 『知事激走13万km! 現地現場主義 −対話から政策へ-』　（ぎょうせい）2006年
- 『拝啓 小沢一郎殿 小泉純一郎殿』　（ごま書房）2006年
- 『インベスト神奈川 -企業誘致への果敢なる挑戦-』　（日刊工業新聞社）2006年
- 『破天荒力 箱根に命を吹き込んだ「奇妙人」たち』　（講談社）2007年
- 『実践マニフェスト改革-新たな政治・行政モデルの創造』　（東信堂）2008年
- 『受動喫煙防止条例-神奈川発、日本初の挑戦』　（東信堂）2009年
- 『それでもタバコを吸いますか？ −目指せ！煙のないスモークフリー社会−』　共著:松沢成文・笹川陽平（幻冬舎）2010年
- 『二宮尊徳の破天荒力 二宮尊徳の破天荒力』　（ぎょうせい）2010年
- 『私が吉本に入った本当の理由』　（毎日ワンズ） 2012年
- 『もしも国民が首相を選んだら～憲法改正なしで首相公選は実現できる～』　（マガジンランド）2012年
- 『生麦事件の暗号』　（講談社）2012年
- 『二宮尊徳の遺訓~混迷のいまを生き抜く智勇』（ぎょうせい）2012年
- 『JT、財務省、たばこ利権 ~日本最後の巨大利権の闇~』　（ワニブックスPLUS新書）2013年
- 『甦れ！ 江戸城天守閣』　（ヨシモトブックス）2014年
- 『教養として知っておきたい二宮尊徳 日本的成功哲学の本質は何か』（PHP新書）2016年
- 『始動！江戸城天守閣再建計画』（ワニブックスPLUS新書）2016年
- 『首相公選で日本の政治は甦る 憲法改正なしで首相の直接選挙を実現しよう！』　（マガジンランド新書）2017年
- 『横浜を拓いた男たち　 破天荒力』　（有隣堂）2019年
- 『北条五代、奇跡の100年 民と歩んだ戦国の夢』　(ワニブックスPLUS新書) 2021年
- 『激闘！関東三国志 氏康・信玄・謙信の夢と挫折』　(ワニ・プラス) 2023年

## テレビ出演
- 松沢しげふみの日本の標（しるべ）　（TOKYO MX）
- かんさい情報ネットten!（よみうりテレビ）
- 土曜NEWSファイル CUBE（テレビ西日本）
- ネプリーグ（フジテレビ、2019年10月28日）[91]

## 寄稿
- 「真の地方分権」を実現させるには改憲が不可欠だ（中央公論）2004年12月号
- 三位一体改革は一から出直せ（Voice）2005年7月号
- 「羽田・成田リニア新線」構想 二大空港を一体化して首都圏に国際ハブ機能を（Voice）2005年10月号
- 「インベスト神奈川」の挑戦 世界的なメーカーの研究・開発施設を誘致する方策（Voice）2006年1月号
- 道州制は国・地方を通じた究極の構造改革だ（中央公論）2006年5月号
- 拝啓 シュワルツネッガー知事 自動車メーカーへの損害賠償請求で脱石油社会は可能か（正論）2007年1月号
- 知事の不祥事はこうして防ぐ 権力に歯止めをかける首長の多選禁止条例を（Voice）2007年4月号
- ストップ！ザ・受動喫煙 神奈川県が禁煙条例制定に立ち上がった理由（中央公論）2008年8月号
- なぜ私は「公共施設全面禁煙条例」をすすめるのか （正論）2008年10月号
- 受益に応じた負担を無視したふるさと納税制度 格差是正の効果なし（日本の論点2008 文藝春秋編）
- 米軍基地との共存に向けて環境特別協定の締結を（中央公論）2009年6月号
- たばこ利権の打破が健康社会と財政再建につながる（中央公論）2010年2月号
- 子ども手当は地方自治の仇（文藝春秋）2010年6月号
- 子ども手当の“地方負担”は断固拒否する（Voice）2011年4月号
- 野田総理よ民主党をぶっ壊せ（文藝春秋）2011年10月特別号
- 首相に指導力を発揮させ国民の政治意識を高める首相公選こそ日本の改革（日本の論点2012 文藝春秋編）
- 談論誘発「国の規制 緩くていいのか！五輪控え正念場 受動喫煙ルール」(東京新聞)2017年12月2日号

## 選挙歴
| 当落 | 選挙                       | 執行日         | 年齢 | 選挙区             | 政党         | 得票数      | 得票率 | 定数 | 得票順位 /候補者数 | 政党内比例順位 /政党当選者数 |
| ---- | -------------------------- | -------------- | ---- | ------------------ | ------------ | ----------- | ------ | ---- | ------------------ | ---------------------------- |
| 当   | 1987年神奈川県議会議員選挙 | 1987年4月12日  | 29   | 川崎市麻生区選挙区 | 無所属       | ーー票      | ーー   |      | /                  | /                            |
| 当   | 1991年神奈川県議会議員選挙 | 1991年4月7日   | 33   | 川崎市麻生区選挙区 | 無所属       | ーー票      | ーー   |      | /                  | /                            |
| 当   | 第40回衆議院議員総選挙     | 1993年07月18日 | 35   | 旧神奈川県第2区    | 新生党       | 11万8879票  | 13.10% | 5    | 4/9                | /                            |
| 当   | 第41回衆議院議員総選挙     | 1996年10月20日 | 38   | 神奈川県第9区      | 新進党       | 7万2147票   | 35.07% | 1    | 1/5                | /                            |
| 当   | 第42回衆議院議員総選挙     | 2000年06月25日 | 42   | 神奈川県第9区      | 民主党       | 12万2551票  | 52.62% | 1    | 1/4                | /                            |
| 当   | 2003年神奈川県知事選挙     | 2003年4月13日  | 45   | ーー               | 無所属       | 104万594票  | 32.6%  | 1    | 1/7                | /                            |
| 当   | 2007年神奈川県知事選挙     | 2007年4月8日   | 49   | ーー               | 無所属       | 200万8335票 | 62.8%  | 1    | 1/3                | /                            |
| 落   | 2012年東京都知事選挙       | 2012年12月16日 | 54   | ーー               | 無所属       | 62万1278票  | 9.35%  | 1    | 3/9                | /                            |
| 当   | 第23回参議院議員通常選挙   | 2013年07月21日 | 55   | 神奈川県選挙区     | みんなの党   | 74万207票   | 18.85% | 4    | 2/11               | /                            |
| 当   | 第25回参議院議員通常選挙   | 2019年07月21日 | 61   | 神奈川県選挙区     | 日本維新の会 | 57万5884票  | 15.81% | 4    | 4/14               | /                            |
| 落   | 2021年横浜市長選挙         | 2021年8月22日  | 63   | ーー               | 無所属       | 16万2206票  | 10.76% | 1    | 5/8                | /                            |
| 当   | 第26回参議院議員通常選挙   | 2022年07月10日 | 64   | 神奈川県選挙区     | 日本維新の会 | 60万5248票  | 14.80% | 4    | 2/22               | /                            |

## 関連文献
- 「未来を託す男たち」（細川珠生著、ぶんか社、1999年12月、ISBN 4821106965）
- 「国と闘う・地方の反乱 改革派首長の挑戦」（花上喜代志著、碧天舎、2004年4月、ISBN 4883465322）